# 葡萄牙國家圖書館

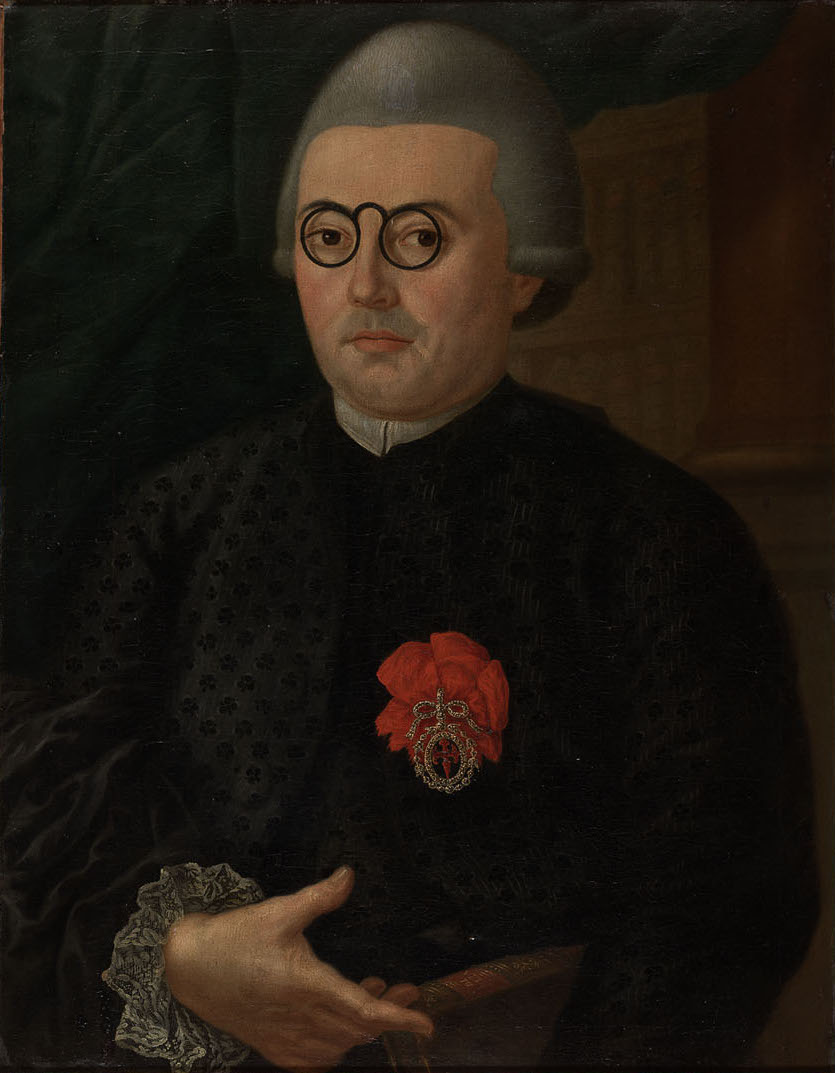
第一任館長António Ribeiro dos Santos

葡萄牙國家圖書館（Biblioteca Nacional de Portugal）是葡萄牙的法定送存國家圖書館，位於該國首都里斯本。1796年創立時稱為“Real Biblioteca Pública da Corte”，位於希亞多區。1830年代左右改現名，1969年搬到現址。

## 外部連結
- Official website